# Йелена Лужина
Йелена Лужина (на хърватски: Jelena Lužina; на македонска литературна норма: Јелена Лужина) е видна театроложка от Северна Македония от хърватски произход.

## Биография
Родена е през 1950 година в град Дубровник, тогава в Югославия. През 1972 г. завършва сравнително литературознание в Загребския университет. През 1993 г. защитава магистратура, а през 1995 - докторат в Скопския университет. От април 1990 г. работи като асистент, а по-късно като професор по предмета Македонска драма и театър във Факултета за драматични изкуства в Скопие. От 1999 г. преподава и теория и методология на театроложките изследвания. Автор е на много теоретични и есеистични студии в областта на театрознанието и литературната теория, както и на няколко монографии и антологии за македонската драма и драматургия. Член е на Македонския ПЕН център.

## Творчество
- Македонската битова драма (1996);
- Нова македонска драма (1996);
- Теорија на драмата и театарот (1998);
- Македонска крвава свадба 100 години подоцна (2000);
- Театралика (2000);
- Ten Modern Macedonian Plays (антология на македонската драма на английски език, 2001).[1]